# Michael Lowry
Michael Lowry, irl. Mícheál Ó Labhradha (ur. 13 marca 1954) – irlandzki polityk, przedsiębiorca i działacz sportowy, długoletni deputowany, w latach 1994–1996 minister.

## Życiorys
Kształcił się w Thurles CBS. Pracował w branży sportowej w ramach Gaelic Athletic Association. Był przewodniczącym rady GAA w hrabstwie Tipperary. Zajął się również biznesem, m.in. jako zarządzający przedsiębiorstwem Streamline Enterprises. Dołączył do ugrupowania Fine Gael, od 1979 zasiadał w radzie hrabstwa.
W 1987, 1989 i 1998 uzyskiwał mandat deputowanego do Dáil Éireann. W 1993 objął jedno z kierowniczych stanowisk w swoim ugrupowaniu. W grudniu 1994 został ministrem transportu, energii i komunikacji w rządzie Johna Brutona. Urząd ten sprawował do listopada 1996. Zrezygnował po ujawnieniu, że prace w jego domu w hrabstwie Tipperary zostały sfinansowane przez koncern Dunnes Stores.
W kolejnych kilkunastu latach był jedną z głównych osób objętych postępowaniem prowadzonym przez instytucję Moriarty Tribunal, utworzoną w 1997 celem badania nadużyć finansowych wśród polityków. Zarzucono mu uchylanie się od podatków, podanie nieprawdy w trakcie skorzystania z amnestii podatkowej w 1993 i posiadanie nieujawnionych zagranicznych kont bankowych. W wyniku audytu jego przedsiębiorstwo dopłaciło 1,2 miliona euro, a sam polityk 200 tys. euro z tytułu zaległości. Raport trybunału z 2011 stwierdzał, że Michael Lowry jako minister pomógł kompanii Esat Digifone Denisa O’Briena uzyskać lukratywny kontrakt w branży telefonii komórkowej. Po ujawnieniu tego dokumentu deputowani wezwali go do złożenia mandatu.
Michael Lowry kontynuował tymczasem swoją karierę polityczną, od 1997 jako polityk niezależny. W 1997, 2002, 2007, 2011, 2016, 2020 i 2024 był ponownie wybierany na posła do niższej izby irlandzkiego parlamentu – każdorazowo już po pierwszym przeliczeniu głosów. Pozostał także aktywny w sektorze prywatnym, m.in. w 2009 założył nowe przedsiębiorstwo konsultingowe.